# Вулиця Миколи Трублаїні (Київ)
Ву́лиця Трублаї́ні — вулиця у Святошинському районі міста Києва, місцевість Михайлівська Борщагівка. Починається від Кільцевої дороги, після перетину з вулицею 9-го Травня має два відгалуження — до вулиці Миру і вулиці Якова Качури. 
Прилучаються вулиці Якова Качури (двічі), Симиренка, 9-го Травня і Теплична.

## Історія
Вулиця виникла в першій половині XX століття, мала назву Пролетарська. Сучасна назва на честь українського письменника Миколи Трублаїні — з 1974 року.